# Ервин Катона
Ервин Катона (мађ. Katona Ervin; Суботица, 5. јануар 1977) је спортиста и један од најуспешнијих представника Србије у стронгманским такмичењима. Ервин слови за најјачег човека у Србији и најјачег човека југоисточне Европе. Вишеструки је победник појединачних такмичења Лиге стронгманских шампиона (енгл. Strongman Champions League).

## Биографија
Ервин Катона је рођен 5. јануара 1977. године у Суботици. У младости се бавио кикбоксом. На такмичењима стронгмана учествује од своје 25. године.
Сезону 2010. је завршио на другом месту у укупном пласману Лиге стронгманских шампиона (енгл. Strongman Champions League). Те године је победио на појединачним такмичењима у Бугарској, Србији и Словачкој, а у Холандији је завршио на трећем месту.

## Занимљивости
Ервин Катона је учествовао у Великом брату 2010. године.
Ервин је власник теретане у којој вежба и припрема се за такмичења.